# Ліам Баклі
Ліам Баклі (англ. Liam Buckley; нар. 14 квітня 1960, Дублін, Ірландія) — колишній ірландський футболіст. Зіграв 2 поєдинки у футболці національної збірної Ірландії. Станом на березень 2021 року очолював клуб Прем'єр-ліги Ірландії «Слайго Роверз».

## Кар'єра гравця
Розпочав кар'єру в Ірландії в «Шелбурні», а в 1979 році підписав контракт з «Шемрок Роверс». 21 жовтня 1979 року відзначився дебютним голом за «Обручі» проти свого колишнього клубу на Мілтауні, і в цьому ж сезоні забив ще сім м'ячів у лізі.
30 квітня 1980 року представляв Лігу Ірландії XI проти Аргентини на стадіоні «Рівер Плейт», де Дієго Марадона відзначився єдиним голом (1:0).
У 1981 році Баклі виступав за молодіжну збірну Ірландії.
У сезоні 1981/82 років виступав за «Ванкувер Вайткепс», після чого повернувся у «Шемрок Роверс», у футболці якого став найкращим бомбардиром (21 гол) та побував на перегляді в «Ганновері 96». Хоча наступний сезон став для Ліама невдалим, все ж став найкращим бомбардиром на «Міллтауні» та отримав запрошення від «Сент-Патрікс Атлетік» у товариському матчі проти «Манчестер Юнайтед».
У квітні 1983 року виступав за молодіжну команду Ліги Ірландії XI проти колег Італійської ліги, у футболці якої входили Роберто Манчіні та Джанлука Віаллі.
Сезон 1983/84 років закінчився тріумфом, коли «Роверс» виграв свій перший за двадцять років титул національного чемпіону. Баклі відзначився 13 голами в чемпіонаті, перш ніж 26 лютого зламав ключицю в поєдинку проти «Вотерфорда» на Мілтауні. Однак, він повернувся на поле менш ніж через шість тижнів, щоб забити переможний м'яч у повторному півфінальному матчі проти «Шелбурна».
Зіграв 5 матчів в єврокубках за «Обручів».
Баклі не випустили на матч проти збірної Польщі і в липні перейшов до бельгійського клубу «Варегема» (4451). Виступаючи за бельгійський клуб зіграв свій другий матч за збірну, проти Мексики. Разом з «Варегемом» дійшов до півфіналу Кубку УЄФА 1985/86. Провів 25 матчів у чемпіонаті, забив п’ять м'ячів.
Напередодні старту сезону 1986/87 років відправився в оренду до «Расінга» (Сантандер), а 30 серпня дебютував на Камп Ноу. Цю гру він з радістю згадує: «Гері Лінекер і Марк Г'юз дебютували за «Барселону», а я дебютував за Сантандер. Там було близько дев'яносто тисяч натовпу, й атмосфера була надзвичайною, і хоча вони нас перемогли з рахунком 2:0, я думаю, що цей випадок є головним моїм фактом». Згодом перейшов до ФК «Шемрок Роверс» (листопад 1987–89), де провів два сезони.
Повернувся на батьківщину й знову став гравцем «Роверс» у 1989 році, але травми не дозволили йому стати стабільним гравцем основи. У своєму останньому сезоні у складі «Обручів» у 1991–92 роках відзначився одним голом в 11-ти матчах.
Потім перейшов у «Сент-Патрікс Атлетік», де виграв Лігу 1996 року як помічник головного тренера. Після десяти років на Ричмонд парк менеджер Браян Керр у грудні 1996 року залишив «Сент-Патрікс» та перейшов на посаду технічного директора Футбольної асоціації Ірландії. Баклі не запропонували роботу головногно тренера «атлетіка», й він залишив клуб у лютому 1997 року, щоб перейти у «Слайго Роверз» до завершення вище вказаного сезону, а згодом став граючим головним тренером «Атлон Таун».

## Кар'єра тренера
У своєму дебютному сезоні у статусі граючого головного тренера «Атлон Таун» разом з командою дійшов до півфіналу Кубку Ірландії.
Після виходу «Сент-Патрікс» до Ліги 1998 року Пет Долан пішов з займаної посади по завершенні одного матчу сезону 1998/99 років, натомість Ліама призначили новим головним тренером команди. «Атлетік» захистив титул чемпіона, але дві розгромні поразки в Єврокубках, які супроводжувалися посередньою формою у національних змаганнях, призвели до звільнення Баклі в грудні 1999 року.
Після цього знову тренував «Атлон», а в квітні 2002 року призначений головним тренером «Шемрок Роверс».
У своєму першому сезоні на тренерському містку «Роверс» привів команду до фіналу Кубку Ірландії та 3-го місця в національному чемпіонаті, таким чином забезпечивши єврокубки, але «Шемрок» знову поступився в Кубку УЄФА, цього разу «Юргордену».
Легендарні перемоги над «Одрою» (Водзіслав-Шльонський) зробили «Роверс» першою ірландською командою, яка виграла в єврокубках вдома та в гостях з 1982 року, коли сам Ліам грав і забивав «Фраму» (Рейк'явік).
Однак після матчів Кубку Інтертото форма «Роверс» тривожно впала й він фінішував у чемпіонаті на сьомому місці. У сезоні 2004 року практично нова команда «Роверс» знову виступала невдало, й у вересні 2004 року Баклі знову звільнили з займаної посади.
У 2008 році Баклі очолив новостворений «Спортінг Фінгал», який отримав ліцензію на участь у Першому дивізіоні Ліги Ірландії. Під керівництвом досвідченого тренера вони зайняли пристойне 3-тє місце у своєму першому сезоні у дорослому футболі. У наступному сезоні 2009 року Баклі привів «Фінгал» до підвищення в класі через плей-оф, а завершив чудовий сезон здобуттям кубку Ірландії.
У січні 2010 року удостоєний нагороди SWAI як особистість року.
2 грудня 2011 року Баклі призначили головним тренером команди «Сент-Патрікс Атлетік» на сезон 2012 року. У своєму першому сезоні в клубі, команда демонструвала найкращий футбол в історії клубу. Він вивів святих на 3-тє місце в Лізі Ірландії (команда відстала лише на 6 очок від переможця чемпіонату), фіналу кубку Ірландії та подолати два раунди в Лізі Європи УЄФА, щоб пройти до третього кваліфікаційного раунду (вибитий німецьким клубом «Ганновер 96»).
У вересні 2018 року Ліам Баклі подав у відставку з посади головного тренера «Сент-Патрікс Атлетік» після поразки (1:3) від «Богеміан».
У жовтні 2018 року зайняв посаду головного тренера «Слайго Роверз».
| Команда                | З              | По              | Досягнення | Досягнення | Досягнення | Досягнення | Досягнення | Досягнення | Досягнення | Досягнення |
| Команда                | З              | По              | Іг         | В          | Н          | П          | ЗМ         | ПМ         | РМ         | % перемог  |
| ---------------------- | -------------- | --------------- | ---------- | ---------- | ---------- | ---------- | ---------- | ---------- | ---------- | ---------- |
| «Атлон Таун»           | 1997           | 1998            | 0          | 0          | 0          | 0          | 0          | 0          | +0         | —          |
| «Сент-Патрікс Атлетік» | 1998           | грудень 1999    | 0          | 0          | 0          | 0          | 0          | 0          | +0         | —          |
| «Атлон Таун»           | 2000           | 2002            | 0          | 0          | 0          | 0          | 0          | 0          | +0         | —          |
| «Шемрок Роверс»        | 25 квітня 2002 | 7 вересня 2004  | 0          | 0          | 0          | 0          | 0          | 0          | +0         | —          |
| «Спортінг Фінгал»      | січня 2008     | 9 лютого 2011   | 133        | 70         | 36         | 27         | 169        | 110        | +59        | 52,63      |
| «Сент-Патрікс Атлетік» | 2 грудня 2011  | 25 вересня 2018 | 319        | 160        | 60         | 99         | 511        | 355        | +156       | 50,16      |
| «Слайго Роверз»        | 26 жовтня 2018 | Теп. час        | 34         | 11         | 11         | 12         | 50         | 44         | +6         | 32,35      |

## Досягнення

### Як гравця
«Шемрок Роверс»
- Ліга Ірландії
  -  Чемпіон (1): 1983/84

- Лейнстер Сеньйор Кап
  -  Володар (1): 1982

- Кубок міста Дубліна
  -  Володар (1): 1983/84

- Найкращий гравець сезону в «Шемрок Роверс» (2): 1981/82, 1982/83

«Сент-Патрікс Атлетік»
- Ліга Ірландії
  -  Чемпіон (1): 1995/96

### Як тренера
«Сент-Патрікс Атлетік»
- Прем'єр-дивізіон Ліги Ірландії
  -  Чемпіон (2): 1998/99, 2013

- Кубок Ірландії
  -  Володар (1): 2014

- Кубок ірландської ліги
  -  Володар (2): 2015, 2016

- Кубок Президента
  -  Володар (2): 2014

- Лейнстер Сеньйор Кап
  -  Володар (1): 2014

- Персона року за версією SWAI (1): 2013
- Найкращий тренер місяця за версією Phillips Sports (1): жовтень 2013

«Спортінг Фінгал»
- Кубок Ірландії
  -  Володар (1): 2009

- Персона року за версією SWAI (1): 2009